# Leptoconops antiquus
Leptoconops antiquus är en tvåvingeart som beskrevs av Art Borkent 2001. Leptoconops antiquus ingår i släktet Leptoconops och familjen svidknott.
Artens utbredningsområde är Libanon. Inga underarter finns listade i Catalogue of Life.